# Salvelinus alpinus
Salvelinus alpinus е вид лъчеперка от семейство Пъстървови (Salmonidae).

## Разпространение
Видът е разпространен в Гренландия, Исландия, Канада, Норвегия, Русия, САЩ, Свалбард и Ян Майен, Сен Пиер и Микелон, Финландия и Швеция.